# Оша (Песма леда и ватре)
Оша (енгл. Osha) је измишљени лик који је креирао Џорџ Р. Р. Мартин. Лик се појављује у серијалу Песма леда и ватре и ХБО телевизијској адаптацији Игра престола. У телевизијској серији лик је тумачила Наталија Тена. У романима, Оша је релативно споредан лик који континуирано помаже, Брену и Рикону Старку, након што постане затвореник и касније слуга у Зимоврелу. У телевизијској серији, она служи као главни лик током раних сезона серије, са сличном позадином као њен пандан у роману.
У романима, Оша је први пут представљена у Игри престола (1996) као дивљанка с оне стране Зида која обожава старе богове шуме. Покушавајући да побегне од Туђина (познатих као Бели ходачи у телевизијској серији), она одлази јужно од Зида како би побегла од потенцијалног рата који ће ускоро доћи. Међутим, Ошу су у почетку поштедели Старкови из Зимоврела, а они су је привремено затворили због њене дивље природе. Касније је стекла поверење људи из Зимоврела, и на крају се спријатељила са Бреном и Риконом Старком, и била њихов чувар. Оша се касније појављује у Судару краљева (1998) и помаже Старковима да побегну од Теона Грејџоја и преживе напад на Зимоврел. Она тада доноси одлуку да отпрати Рикона на сигурно, док Брен крене на север, и из милости убија мештра Лувина. Иако је њено место боравка остало непознато неко време, помиње се неколико пута у Олуји мачева (2000) и Гозби за вране (2005). У Плесу са змајевима (2011), откривено је да Оша, Рикон и Чупавко тренутно траже уточиште у Скагосу.
Лик је имао мању улогу у књигама, али је њена улога постала много истакнутија у телевизијској серији. Лик се вратио у епизоди 6. сезоне „Вероломник”, а затим ју је у следећој епизоди убио Ремзи Болтон. Ошина смрт је била предмет мешовитих и негативних критика углавном због њеног обећавајућег развоја лика и честог појављивања у трећој сезони, и колико брзо се сцена догодила. Међутим, лик у телевизијској серији стекао је позитивну реакцију критичара, који су Ошу навели као једног од интригантнијих ликова серије, хвалећи њену причу, допадљиву личност и развој. Тенин наступ у улози Оше добио је похвале и од самог Мартина, који је више волео лик у емисији него његову оригиналну интерпретацију.
Џорџ Р. Р. Мартин намерава да поново уведе лик Оше и Рикона, било у Ветровима зиме или Сну о пролећу.

## Пријем
Оша је, у књигама, добила просечан пријем од критичара. Она је један од ликова који имају за циљ да унесу нове тачке заплета у причу како би прича напредовала, посебно у контексту појаве Белих ходача. Ошина личност је, међутим, посматрана као јединствена.
Оша је добила генерално позитиван пријем у телевизијској адаптацији и добила је похвале за свој карактер, развој и снажну личност. Због стечене позитивне репутације, често се сматра једним од најпотцењенијих и недовољно коришћених ликова из Игре престола. Овај лик је рангирана на 63. месту на IGN-овој листи „100 најбољих ликова из Игре престола“, и рангиран на 3. место најбољег женског лика од стране веб-сајта Collider. Оша је такође рангирана као 27. најбољи лик од стране ScreenCrush, и 38. најбољи главни лик од стране фанова, према Ranker.
Мартин је открио да је Оша био један од његових омиљених ликова у телевизијској серији и један од ретких ликова код којих је више волео у серији спрам књиге — назвао ју је „млађом, привлачнијом и динамичнијем“ — у односу на пандан у књизи. Он је објаснио да је ова склоност највише последица наступа Наталије Тене, коју је непрестано хвалио током прве три сезоне серије. Као резултат тога, Мартин је изјавио да жели да преиспита правац лика у књигама и да јој да више динамичну улогу у причи, напомињући да је „једина глумица која ме је заиста натерала да поново размислим о написаном лику Наталија Тена као Оша“.
Иако је епизода „Књига о Странцу” наишла на широку критику критике, Ошина смрт у овој епизоди наишла је на углавном негативне критике. Њену смрт су бројни критичари сматрали непотребном и бесмисленом за заплет, који су се жалили на могући потенцијал лика, касније тврдећи да њена смрт није служила ни сврси ни заплету серије. „Оша је заиста заслужила већу улогу у шестој сезони и иако би на крају неизбежно умрла, ово заиста није био прави испраћај за њу“, написао је Робин Бакстер за WhatCulture. Критичари су се такође жалили да је једини разлог за Ошин шокантан повратак био да је убију уместо да је у потпуности избаце из серије. Њену смрт је Screen Rant такође означио као бесмислену и случајну. IGN је сматрао да је Ошина смрт од руке Ремзија Болтона неправедна и да је лик заслужио боље пошто је био одсутан у последње две сезоне.